# Biserici de lemn din Transilvania

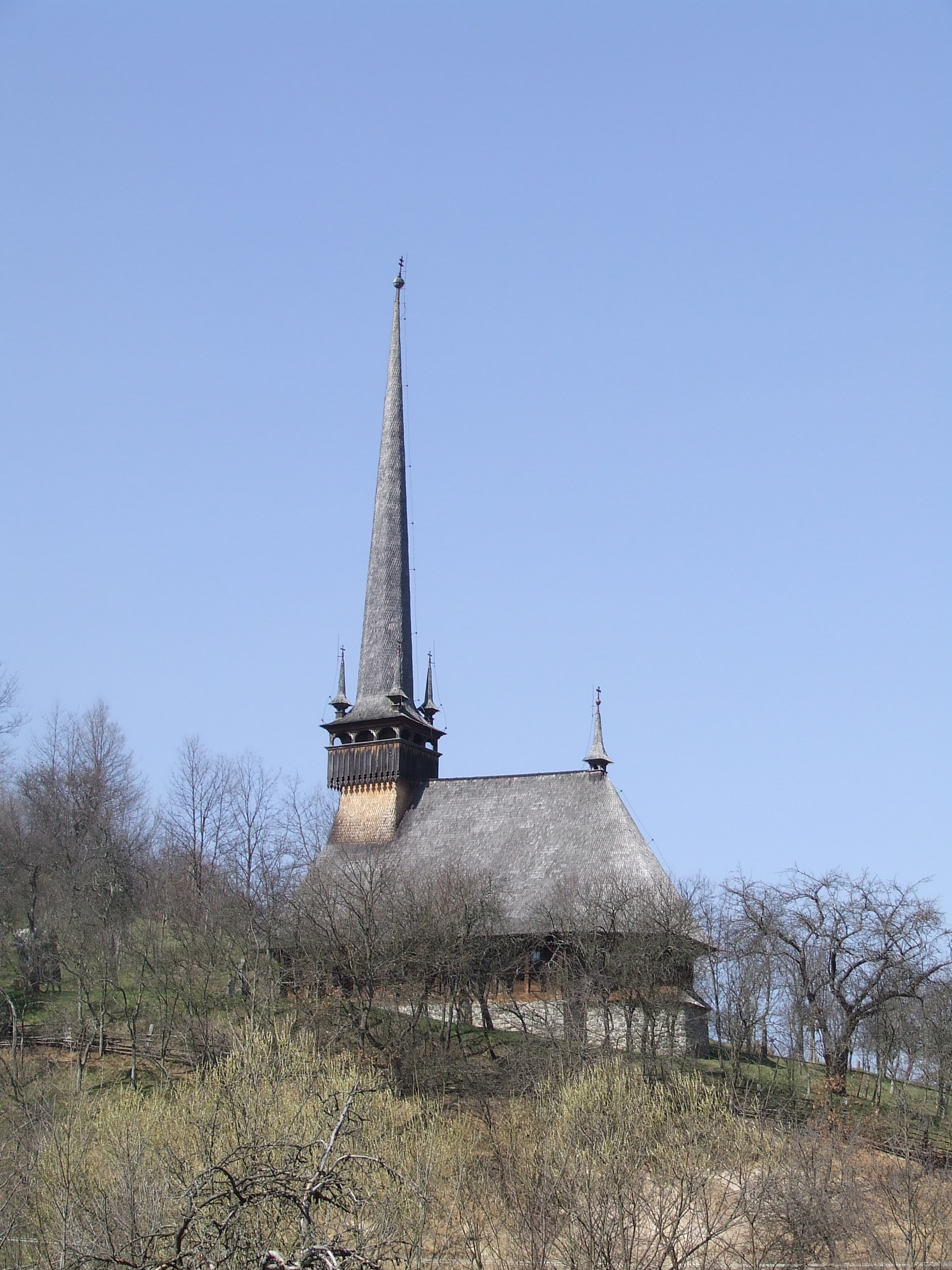
Biserica de lemn din Fildu de Sus, Sălaj, semnată de meșterii Freanțu Nicoară din Agrij și Gligorie, fecioru Petrii Brudului din Chendrea, 1727, renumită pentru fleșa sa ascuțită, acoperișul înalt și pictura murală interioară bine păstrată.

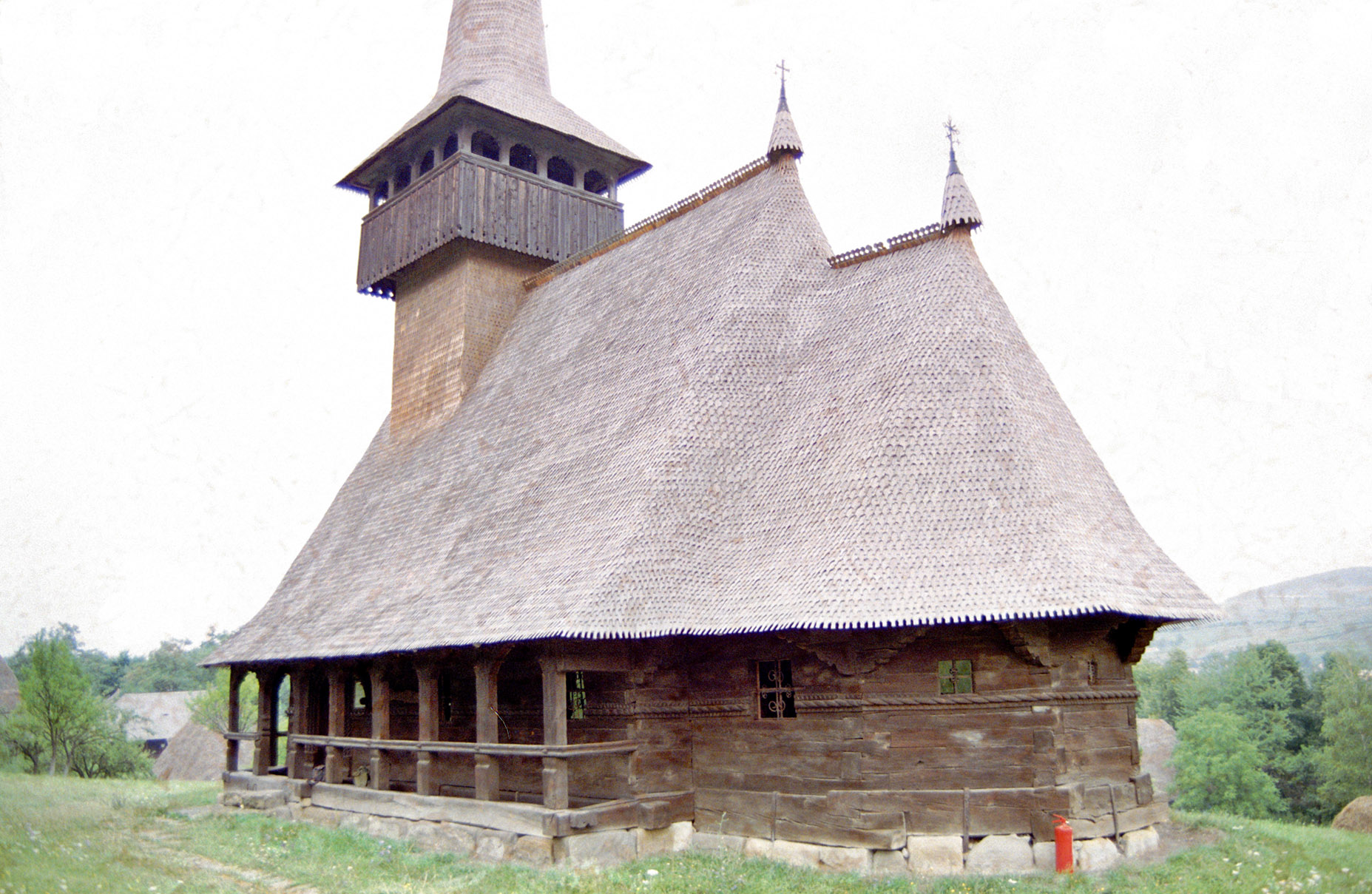
Biserica de lemn din Cizer, Sălaj, 1773, semnată de meșterul Nicola Ursu, zis și Horea, din Albac, conducător și martir al răscoalei de la 1784

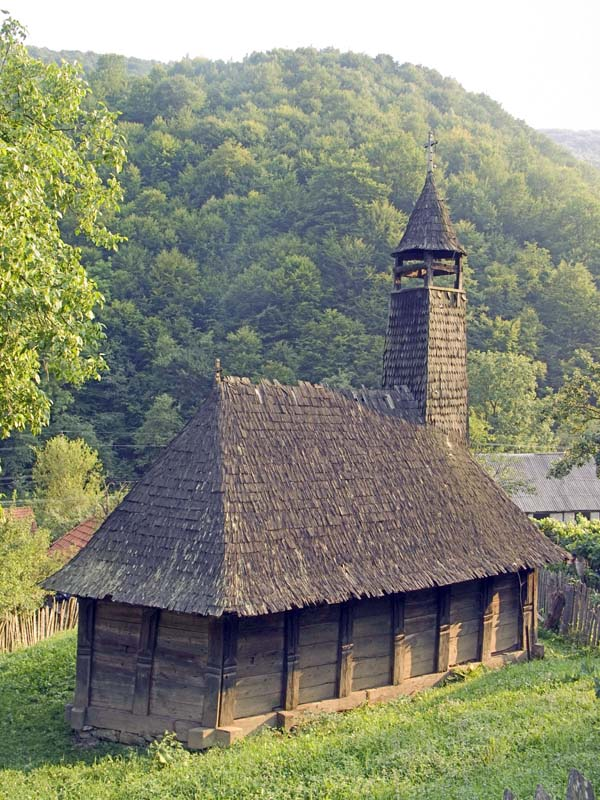
Biserica de lemn din Vălari, Hunedoara, printre puținele vechi biserici de lemn construite în tehnica arhaică pe stâlpi, unică în România, construcție datată 1677

Succesiune de biserici de lemn, una veche și una nouă, surprinsă de Leopold Adler în Câmpul lui Neag, din Hunedoara la începutul secolului 20.

Bisericile de lemn din Transilvania fac parte din patrimoniul eclezial, cultural și istoric al bisericilor de lemn construite pe actualul teritoriu al României de-a lungul secolelor. Aici sunt incluse și bisericile din Maramureș, unde se mai păstrează aproximativ 600 de lăcașuri de cult de lemn, jumătate din numărul celor existente după primul război mondial. Bisericile de lemn rămase în Transilvania domină patrimoniul cultural și istoric imobil al românilor din aceste părți. Bisericile de lemn au o valoare identitară și afectivă inegalabilă și inestimabilă pentru românii ardeleni. Ele sunt documente palpabile și grăitoare ale realităților istorice, sociale și culturale din trecutul acestei regiuni.    

## Cercetarea bisericilor de lemn transilvănene
Numărul mare de biserici de lemn împrăștiate prin văile și pe dealurile Transilvaniei au pus și pun în continuare la grea încercare cercetarea românească. Din acest motiv bisericile de lemn din Transilvania au fost studiate pe regiuni istorice sau administrative. Nici până astăzi nu există un studiu amplu și competent care să cuprindă întreaga Transilvanie, pentru simplul motiv că, după un secol de cercetare, nu s-a terminat inventarierea lor iar materialul adunat este dispersat și neomogen. 
Este nevoie de un proiect major, condus de o echipă de specialiști, care să cuprindă bisericile de lemn din Transilvania în ansamblul lor. Cercetările trebuie să fie concentrate pe documentarea pe teren a arhitecturii, picturii murale și inventarului, completate cu datări dendro-cronologice și studii de arhivă. 

### Începuturi
Probabil prima inițiativă de a înregistra bisericile de lemn vechi ale românilor ardeleni a fost luată de Comisia Centrală a Monumentelor Istorice de la Viena care a cerut ierarhilor și preoților români (uniți și neuniți) în anul 1857 să trimită date despre valoarea istorică a bisericilor în care slujeau. Valoarea lor a fost așadar lăsată la început în seama priceperii sau intereselor clerului român. Nu se cunoaște rezultatul acestui demers, însă notăm de aici înainte un interes sporit față de vechimea bisericilor românilor ardeleni, în covârșitoarea lor majoritate de lemn, arătată în Șematismele Bisericilor greco-catolice și ortodoxe. 
Din a doua jumătate a secolului XIX bisericile de lemn din Transilvania au început să se bucure și de atenția unor prestigioși cercetători. O muncă de pionierat au făcut Imre Henszlmann, Franz Schulcz și Florian Rómer, care au făcut împreună în anul 1862 o excursie de cercetare în nordul Ungariei, unde au vizitat, pe lângă monumente medievale de zid, și câteva biserici de lemn. Henszlmann a publicat câteva impresii despre bisericile de lemn din zonă în 1864. Primul studiu propriu-zis a apărut în 1866 în cunoscuta revistă a Comisiei Centrale a Monumentelor Istorice de la Viena, publicat de Franz Schulcz, având ca obiect câteva biserici de lemn din regiunea Satu Mare. Desenele lui Schulcz au avut un succes notabil pe continent, fiind preluate de publicațiile de specialitate ale vremii. După ei au scris, mici dar valoroase studii, cercetătorii ardeleni János Ferencz Fetzer în 1898, Ernö Myskovszky și Istvan Tèglás în 1904, precum și Gábor și László Szinte în 1913. 

### Perioada interbelică
După primul război mondial și Unirea Transilvaniei cu România, studiul bisericilor de lemn din Țara Ardealului a fost relansat de Coriolan Petranu, cel mai ambițios și bătăios cercetător din perioada interbelică. El a evaluat perioada anterioară, a trasat necesitățile de cercetare viitoare, a inventariat bisericile de lemn din Arad, Bihor  și Hunedoara  și a promovat valorile lor artistice, în plan național și internațional, prin studii și conferințe. Leontin Ghergariu a cules date valoroase despre bisericile de lemn din Sălaj începând cu anul 1924. Imaginile și documentația de pe teren împreună cu scrierile sale se păstrează în arhive, doar o mică parte fiind însă publicate. Atanasie Popa a început în perioada interbelică publicarea unor studii monografice și a propus o primă sinteză. Reținem și prezența lui Victor Brătulescu cu un studiu despre câteva biserici din nordul Transilvaniei în 1935, pe care l-a continuat cu un valoros studiu al bisericilor de lemn din Maramureș, început în 1936 și publicat în 1941, după Diktatul de la Viena.

### Perioada postbelică
Atanasie Popa a continuat studiile sale până în anii 1970, când a publicat și ultima sinteză a materialului adunat. Între timp ștafeta a fost preluată de o nouă generație, hotărâtă să extindă cercetările mult dincolo de limitele ei de până atunci. Un punct important de plecare a fost lista monumentelor istorice din 1955, care a lăsat în afara protecției autorităților un număr însemnat de biserici de lemn valoroase. Datorită entuziasmului lor un număr însemnat de biserici de lemn au fost documentate și salvate de la dispariție. Cel mai perseverent cercetător al bisericilor de lemn din Transilvania din această generație s-a remarcat Ioana Cristache-Panait, cea care a bătut drumurile multor zone, țări și județe transilvănene, adunând harnic informații din existența lor. Eugenia Greceanu a scos la lumină multe din bisericile de lemn din centrul Transilvaniei. Lui Ioan Godea îi datorăm cercetarea Crișanei. Cercetătorul Ioan Toșa s-a ocupat îndeosebi de bisericile de lemn din județul Cluj. Sabin Șainelic a scris primele studii despre lăcașurile de cult de lemn din Țara Codrului și a Chioarului. Îi reținem aici pentru sintezele lor în acest domeniu și pe Paul Petrescu, profesorul universitar și istoric de artă Vasile Drăguț și acad. Marius Porumb. 

### Ultimele cercetări
Cercetarea bisericilor de lemn din ultimele decenii se distinge prin noi repertorii dar și prin analize. Remarcabil este interesul sporit pentru aria județului Arad, unde o serie de publicații au completat repertoriul interbelic a lui Coriolan Petranu, actualizând pierderile și distrugerile din acest patrimoniu. Una dintre cele mai puțin cercetate regiuni, Hunedoara, a fost pusă în lumină de Ioana Cristache-Panait. Ioan Godea a revenit asupra bisericilor de lemn din vestul Transilvaniei cu adâncimi și perspective de ansamblu. Trebuie reținută și contribuția lui Felicia Elena Cîmpian pentru analiza de fond a metodelor de cercetare în studiul bisericilor de lemn din Ardeal. Cele câteva biserici de lemn din zona Sibiului sunt remarcate de Ioan Ovidiu Abrudan, care le descrie, încadrează istoric și analizează iconografia. Pentru județele Maramureș, Sălaj, Bistrița-Năsăud și Mureș au apărut noi publicații repertoriale cu contribuții marginale, îndeosebi în actualizarea situației din teren. 

## Studiu pe regiuni
Lista regiunilor istorice sau administrative în care este împărțit, de regulă, studiul bisericilor de lemn din Transilvania.
| Nordul Transilvaniei - Maramureș - Satu Mare - Sălaj - Cluj - Bistrița Năsăud | Sudul Transilvaniei - Hunedoara - Alba - Mureș - Brașov - Sibiu - Harghita - Covasna |

## Bibliografie

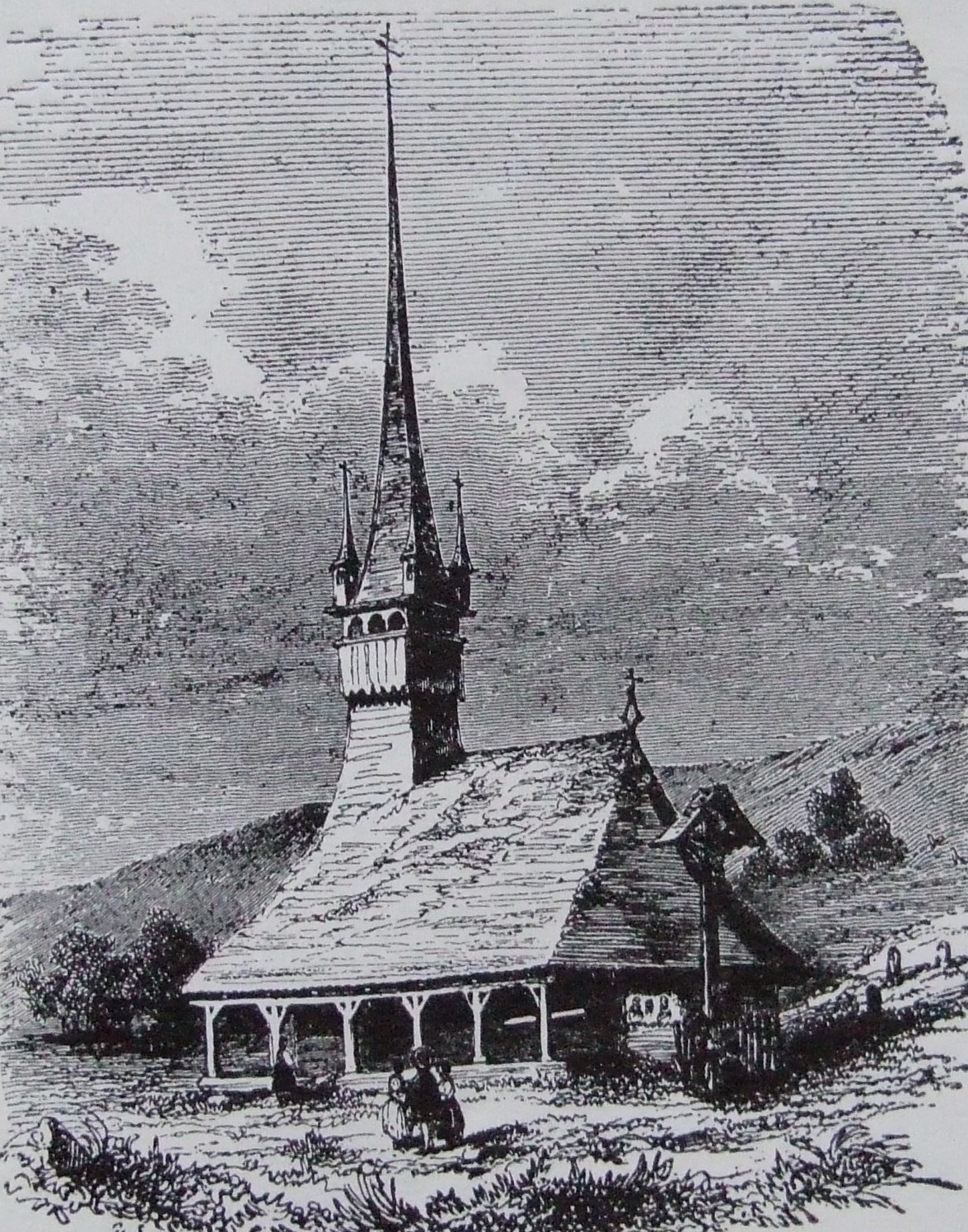
Biserica de lemn din Mociu, Cluj, dispărută. Gravură de Gerando I. înainte de 1865

Biserica de lemn din Roșiori, Satu Mare, dispărută. Franz Schulcz 1866.